# Просперетти, Джулио
Джулио Просперетти (итал. Giulio Prosperetti; род. 7 декабря 1946, Перуджа) — судья Конституционного суда Италии.

## Биография
Родился в Перудже 7 декабря 1946 года.
С 1972 года преподавал право публичных государственных институтов в Свободном университете Кассино.
В 1973 году стал помощником профессора Леопольдо Элиа по исследованиям в сфере конституционного права. С 1977 года являлся помощником профессора Джино Джуни в сфере трудового права.
С 1985 по 1994 год являлся ассоциированным профессором, затем профессором трудового права Государственного университета Кассино. С 1994 года работал в организационном комитете юридического факультета данного университета.
С 1994 года преподавал в Римском университете Тор Вергата. Являлся директором программ магистратуры в сфере трудового права, профессиональных союзов и права социального обеспечения данного университета. С декабря 2015 года является профессором трудового права юридического факультета университета Тор Вергата.
Являлся членом комитета по отбору для хабилитации по трудовому праву на должности ассоциированного профессора и профессора.
С 1973 года занимался также юридической практикой, в том числе с 1986 года представлял дела в Высшем кассационном суде Италии. Представлял интересы клиентов в Суде Европейского союза.
В 1996 году являлся членом надзорного комитета по имплементации права на удержание с работников.
Являлся членом правления Итальянской организации по трудовому праву и социальному обеспечению, Ассоциации адвокатов Суда аудиторов.
Являлся членом Итальянской исследовательской ассоциации трудовых отношений в производственной сфере, Европейского института социального обеспечения.
Являлся членом правления Ассоциации юристов Италии. С 2006 по 2007 год являлся членом Ассоциации юристов Рима.
В течение двадцати лет являлся судьёй Апелляционного суда Ватикана.
Являлся президентом восьмой комиссии по рецензии фильмов.
Является членом редакции журналов «Rivista del Diritto della Sicurezza Sociale», «Rivista Nuove Tutele», «Lavoro e Previdenza Oggi», «Temi Romana».
Сферой исследований является трудовое право, право профессиональных союзов.
Автор пяти книг:
- «Le Transazioni Collettive» (La Sapienza, Рим, 1984)
- «L’efficacia dei Contratti Collettivi nel Pluralismo Sindacale» (Franco Angeli, 1989)
- «Autonomia Collettiva e Diritti Sindacali» (UTET, 2009)
- «Nuove Politiche per il Welfare State» (Giappichelli, 2013)
- «Ripensiamo lo Stato Sociale» (CEDAM, 2019)

Автор статей и эссе.
Судья Конституционного суда Италии (с 16 декабря 2015).